# Széchényi Ferenc Általános Iskola (Fertőszéplak)
A Széchényi Ferenc Általános Iskola Fertőszéplak községben, Győr-Moson-Sopron vármegyében, a Sopron-Fertődi kistérségben található. A közoktatási intézményben nyolc évfolyamos a nevelés-oktatás.

## Története, jellemzői
Az alsó tagozat épülete 1904-ben, míg a felső tagozaté 1963-ban épült. A két épületet egy aula köti össze, amely rendezvényeik kiemelt helyszíne.  
Az intézményben nappali rendszerű, általános műveltséget megalapozó iskolai oktatás folyik. Az iskola tanulói számára - igény szerint - napközit, tanulószobai ellátást és étkezést is biztosítanak.
Az iskola tárgyi felszereltsége jó. Rendelkezik orvosi szobával, logopédiai és gyógypedagógiai foglalkoztatóval, korszerű számítástechnika-teremmel. Könyvtáruk jól felszerelt.
Nagy, tágas udvaruk és bitumenes sportpályájuk jó lehetőséget biztosít az óraközi szünetek és a délutáni napközis foglalkozás szabadidejének hasznos eltöltésére.

## Emelt szintű oktatás
Már első osztálytól kezdve lehetőség nyílik a diákok számára a német nyelv tanulására, melynek középpontjába a kommunikatív képességek fejlesztése került. Negyedik osztálytól a német nyelvet heti 3 órában, az angol nyelvet heti 2 órában tanulhatják a diákok. A 7. és a 8. osztályban matematikából és németből csoportbontásban foglalkoznak tanulóikkal. 
Az alapozó szakasz osztályaiban (5. és 6. o.) matematika, magyar nyelv és irodalom valamint német tantárgyakból  heti plusz 1 órában felzárkóztatást illetve tehetséggondozást folytatnak.

## Tanórán kívüli programok, versenyek, hagyományőrzés
Több éve térségi szinten szervezik a Kerék Imre szavalóversenyt, a www.fertopart.hu focikupát és a Jonatán Könyvmolyképző versenyt. Megyei és térségi szintű versenyeken előkelő helyen szerepeltek tanulóik (matematika-, szavaló-, különféle műveltségi, sport- és  nyelvi versenyek).
ÖKO-iskola révén kiemelt feladatunk a környezeti nevelés.
Fontos számukra a hagyományok őrzése, ápolása, és a világörökség adta lehetőségek minél teljesebb kihasználása, Fertőszéplak történetének megismertetése. A hon- és népismeret tanítása, a fertőszéplaki Falumúzeum pedagógiai órái mindehhez megfelelő alkalmat kínálnak.